# K 3-67
K 3-67 ist ein planetarischer Nebel, der im Jahr 1969 von Luboš Kohoutek auf einer fotografischen Platte der Himmelsdurchmusterung des Hamburger Schmidt-Teleskops entdeckt wurde.